# Rumiko Ukai
 (mai 2025).
Si vous disposez d'ouvrages ou d'articles de référence ou si vous connaissez des sites web de qualité traitant du thème abordé ici, merci de compléter l'article en donnant les références utiles à sa vérifiabilité et en les liant à la section « Notes et références ».
Rumiko Ukai (鵜飼 るみ子, Ukai Rumiko) est une seiyū japonaise née le 10 novembre 1958 à Fukuoka. Elle est membre de 81 Produce.

## Rôles vocales
- Frau Bow dans Mobile Suit Gundam (1979)
- Kitty Kitten dans Space Runaway Ideon (en) (1980)
- Miyuki Tokita dans Brigadoon: Marin & Melan (en)
- Pepper dans Urusei Yatsura
- Princess Fala (Allura) dans Beast King GoLion (1981)
- Shihoko Kishida dans Darker than Black